# بیر ولی (پنسیلوانیا)
بیر ولی (به انگلیسی: Bear Valley) یک منطقهٔ مسکونی در ایالات متحده آمریکا است که در شهرستان نورث‌آمبرلند، پنسیلوانیا واقع شده‌است. بیر ولی ۲۵۳٫۹ متر بالاتر از سطح دریا واقع شده‌است.